# Octavian Popescu (fotbalist, n. 1938)
Octavian Popescu (n. 25 aprilie 1938, București, România) este un fost fotbalist și antrenor român, cunoscut în Germania și Turcia sub numele de Popi sau Pope.
Popescu și-a obținut licența de antrenor la Universitatea Germană de Sport⁠(d) din Köln și a lucrat, de asemenea, ca instructor de antrenori la Academia DFB⁠(d) din Germania. Este unul dintre fondatorii Asociației Internaționale de Fotbal Tenis IFTA⁠(d).

## Carieră
Născut în București, Popescu a început să joace fotbal la FC Rapid București. S-a alăturat echipei Știința Cluj, după care s-a transferat la FC Dinamo București, cu care a câștigat de două ori titlul de campion al României. A mai jucat la CS Jiul Petroșani înainte de a reveni la FC Rapid București în 1968.
Popescu s-a mutat apoi în Turcia, unde a jucat la echipa Mersin İdmanyurdu SK⁠(d). A jucat 30 de meciuri în Süper Lig în sezoanele 1969–70 și 1970–71.
A fost selecționat o singură dată în echipa națională a României pentru un meci amical din 1964, câștigat cu 2-1 împotriva Iugoslaviei, în care Popescu a marcat un gol.
După încheierea carierei sale de jucător, Popescu a antrenat mai multe cluburi din România și Turcia, printre care Eskișehirspor, și echipa olimpică a României, înainte de a se muta în Germania de Vest, unde a studiat la Academia de Sport din Köln⁠(d), care acum se numește Academia Hennes Weisweiler⁠(d). A lucrat apoi ca antrenor al cluburilor TSV 1860 München, Malatyaspor⁠(d) și Offenburger FV⁠(d) în 1991.
În 2014, Octavian Popescu s-a numărat printre candidații la președinția Federației de Fotbal a României.

## Palmares

### Jucător
Dinamo București
- Divizia A (2): 1963–64, 1964–65[11]
- Cupa României: 1963–64[12]

## Distincții
- Medalia „Meritul Sportiv” clasa I (25 octombrie 1966) „pentru rezultatele deosebite obținute în competițiile sportive internaționale, precum și pentru contribuția valoroasă adusă la dezvoltarea culturii fizice și sportului în țara noastră”[13]